# 林登鎮區 (北達科他州卡弗利爾縣)
林登鎮區（英語：Linden Township）是位於美國北達科他州卡弗利爾縣的一個鎮區。

## 地方資料
林登鎮區的面積為115.10平方千米，當中陸地面積為110.40平方千米，而水域面積為4.70平方千米。根據2020年美國人口普查的數據，當地共有人口19人，而人口密度為每平方千米0.17人。